# クダッ
クダッ(Kudat)は東マレーシア・ボルネオ島北端のサバ州にある町。州都のコタ・キナバルからは約190kmの距離である。町の西側は南シナ海、東側はスールー海に面している。人口構成は、ルングス族(Rungus)が一番多く、次が原住民のカダザン族(Kadazan)である。華人は人口の約10%を占めている。その他にもバジャウ族(Bajau)、ムルット族(Murut)、ブギス族(Bugis)、ドゥスン族(Dusun)などの少数グループが生活している。マレー人もいるが、少数である。また、ミンダナオ島を中心とするフィリピンやスールー諸島からの不法滞在者が住んでいる。
観光地としてあまり認知されていないが、町の近くに近代的なビーチリゾートがある。

## 歴史
1881年11月7日、イギリスの北ボルネオ会社(North Borneo Chartered Company)によって、イギリス領北ボルネオ(British North Borneo)の首都として町が創設された。バジャウ族やミンダナオ島のイラヌン族(Illanun)、スールー諸島の部族などが海賊行為を働き、町がたびたび襲撃されたため、1883年に北ボルネオの首都は、東海岸にあるサンダカンに移された。

## 交通

### 空運
- クダッ空港